# لوما ویستا (تگزاس)
لوما ویستا (به انگلیسی: Loma Vista) یک منطقهٔ مسکونی در ایالات متحده آمریکا است که در تگزاس واقع شده‌است. لوما ویستا ۱۶۰ نفر جمعیت دارد.